# Carlo Albanesi
Carlo Albanesi (Nàpols, 1858 - Londres, 1926) fou un compositor italià.
En acabar la seva carrera es donà conèixer com a concertista de piano en les principals capitals d'Itàlia i França. Abandonà la vida artística activa el 1878 per establir-se com a professor de piano a Londres, des de 1882. Desenvolupà una classe d'aquesta ensenyança en la Royal Academy of Music, de Londres, i de la institució del mateix nom a Dublín.
Fou duran molts anys director de la Royal Philarmonic Society, de Londres. Les seves principals composicions publicades, són sis sonates per a piano, un quartet de corda, un trio amb piano i diverses col·leccions de cançons i peces per a piano.
Carlo era fill del també pianista i compositor Luigi Albanesi (1821-1897).